# Emrullah
Emrullah ist ein türkischer männlicher Vorname arabischer Herkunft mit der Bedeutung „der Befehl Allahs“.

## Namensträger
- Emrullah İşler (* 1960), türkischer Theologe und Politiker (AKP)
- Emrullah Kokoç (* 1982), türkischer Fußballspieler
- Emrullah Şalk (* 1987), türkischer Fußballspieler
- Emrullah Yıldırım (* 1996), türkischer Fußballspieler